# في الخندق (رواية)
في الخندق هي رواية كتبتها الكاتبة النيجيرية بوتشي إيميتشيتا [الإنجليزية] عام 1972. نشر الكتاب لأول مرة في نيو ستيتسمان كعمود عادي ثم نشر في عام 1972 عن دار أليسون وبوسبي [الإنجليزية] في لندن، وحررتها مارغريت بوسبي.

## خلفية
هي الرواية الأولى للكاتبة بوتشي إيميتشيتا [الإنجليزية]. الكتاب عبارة عن سيرة ذاتية جزئيًا وهو مستوحى من تجارب إيميتشيتا الشخصية كامرأة نيجيرية عانت من الفقر. وذكرت أنها شعرت أن الكتاب هو "طفلها السادس" وولدت بعد أن قررت كتابة ما تعرفه، مستندة في عملها على تجارب حياتها الحقيقية.
بعد أن بدأت إيميتشيتا الكتابة عن حلقات من حياتها الخاصة، اقترح أحد الأصدقاء أن تعرضها على ريتشارد كروسمان، الذي كان محررًا لمجلة نيو ستيتسمان في ذلك الوقت. بدأت إيميتشيتا بكتابة "مقالات" أسبوعية وأرسلتها إلى كروسمان، الذي نشرها كعمود عادي.
حاول زوج إيميتشيتا في ذلك الوقت تقويض كتاباتها، ومزق مخطوطتها الأولى (مهر العروس)، والتي أعيدت كتابتها ونشرتها لاحقًا في عام 1976. ولهذا السبب، انتهى الأمر بإيميتشيتا بكتابة ونشر رواية "في الخندق"، عن حياتها بعد انفصالها عن زوجها، باعتبارها روايتها الأولى.
تتعامل في الكتاب مع موضوعات العنصرية والتمييز الجنسي والطبقية والفقر من خلال تجارب المؤلفة كمهاجرة في ظل نظام الرعاية الاجتماعية. ويركز بشكل خاص على الظلم المنهجي الذي تواجهه نساء الطبقة العاملة في بريطانيا، اللاتي تعرضن للعنف المنزلي والمعايير المزدوجة على المستوى المجتمعي.

## الملخص
تدور القصة حول آدا، النيجيرية التي تزوجت من أحد سكان لندن. يقرر زوجها العودة إلى نيجيريا لكن الزوجة ترفض. ثم يغادر الرجل إلى نيجيريا، ويترك زوجته وأطفاله الخمسة في لندن. ويتعين على الزوجة الآن أن تعتمد على نفسها وتعمل في عدة وظائف من أجل البقاء مع أطفالها.

## روابط خارجية
- مارغريت بوسبي ، "من أين نبدأ بـ: بوتشي إيميشيتا" ، الغارديان ، 20 مارس 2024.